# Impavido (destroyer, 1913)
Pour les articles homonymes, voir Impavido.
Le Impavido (fanion « IV ») était un destroyer  (puis, plus tard, un torpilleur) italien, de la classe Indomito, lancé en 1913 pour la Marine royale italienne (en italien : Regia Marina).

## Conception et description
La classe Indomito a été conçue par Luigi Scaglia de la Cantieri Navali Pattison de Naples. Ces navires étaient les premiers grands destroyers de la Regia Marina et les premiers équipés de turbines à vapeur. La classe Indomito a été la première dans la progression des destroyers italiens à être appelée tre pipe ou tre canne pour leurs trois cheminées,.
Les navires mesuraient 72,52 m à la ligne de flottaison (73,00 m hors tout) avec une largeur de 7,3 m et un tirant d'eau de 2,7 m. Ils avaient des arbres jumeaux entraînés par deux turbines à vapeur Tosi, alimentées par quatre chaudières Thornycroft. Le groupe motopropulseur était conçu pour une puissance de 16 000 chevaux-vapeur (12 000 kW) pour déplacer les navires à 30 nœuds (56 km/h), mais avait une puissance maximale de 17 620 chevaux-vapeur d'arbre (13 140 kW) qui propulsait les navires à 35,79 nœuds (66,28 km/h).
Tels qu'ils étaient construits, les navires étaient armés d'un canon de 4,7 pouces (120 mm)/40, de quatre canons de 3 pouces (76 mm)/40 et de deux tubes lance-torpilles de 17,7 pouces (450 mm). En 1914, ils ont été renforcés par deux tubes lance-torpilles supplémentaires. Pendant la Première Guerre mondiale, des rails de guidage permettant de poser jusqu'à dix mines ont été ajoutés aux navires. Des modifications ultérieures apportées pendant la guerre ont permis de remplacer tous les canons par cinq canons de 4 pouces (100 mm)/35 et un seul canon AA de 40 mm (1,6 in)/39. La capacité en carburant a également été augmentée pendant la guerre, passant de 100 tonnes à 128 tonnes afin d'accroître l'endurance, mais l'augmentation du poids a eu l'effet inverse : elle a ralenti les navires et réduit leur endurance.

## Construction et mise en service
Le Impavido est construit par le chantier naval Cantieri Navali Pattison à Naples en Italie et mis sur cale en 1911. Il est lancé le 22 mars 1913. Il est achevé et mis en service en 1913. Il est commissionné le même jour dans la Regia Marina.

## Histoire de service
Au moment de l'entrée de l'Italie dans la Première Guerre mondiale, le Impavido est le chef d'escadron du IIe escadron de destroyers basé à Tarente, qu'ii forme avec ses navires-jumeaux (sister ships) Indomito, Intrepido, Irrequieto, Impetuoso et Insidioso (bien que le Impavido se trouve à l'époque à La Spezia). Le commandant du navire est le capitaine de frégate (capitano di fregata) P. Orsini.
Le 3 juillet, le destroyer et son escadron sont affectés au IIIe groupe de la IVe division navale. Le commandant Orsini, promu capitaine de vaisseau (capitano di vascello), commande également le IIIe groupe en plus du IIe escadron de destroyers.
Le 6 juillet à 1 heure du matin, le Impavido et son escadron partent de Venise et effectuent une mission de reconnaissance offensive vers l'est. Les navires se dirigent ensuite vers Venise de sorte qu'à 4h30 du matin, ils se trouvent à une trentaine de milles nautiques (55 km) à l'est de Chioggia, où ils retrouvent l'escadron de destroyers "Bersagliere" et le croiseur blindé Amalfi, avec lesquels ils reprennent leur exploration du golfe de Venise à la recherche de navires ennemis. Alors qu'il se dirige vers le point de rencontre, le Amalfi est torpillé par le sous-marin (U-boot) austro-hongrois U-26 et coule en moins de dix minutes.
Vers dix heures du matin du 17 août 1915, le Impavido, qui croise avec le croiseur éclaireur Quarto et les destroyers Ardito, Animoso et Intrepido, au nord de la jonction Brindisi-Kotor, atteint - avec les autres unités - Pelagosa, qui quelques heures auparavant a été fortement bombardé par une formation navale austro-hongroise (K.u.k. Kriegsmarine).
Le 8 juin 1916, à 19h00, il appareille de Vlora (sous le commandement du capitaine de vaisseau (capitano di vascello) Ruggiero) pour escorter vers l'Italie, avec le croiseur éclaireur Libia et les destroyers Pontiere, Insidioso et Espero, les transports de troupes Romagna et Principe Umberto, qui embarquent le 55e régiment d'infanterie (2 605 personnes). Le convoi, après une courte distance, est attaqué par le sous-marin austro-hongrois U-5 : le Principe Umberto, touché par deux torpilles à la poupe, coule en quelques minutes à une quinzaine de milles nautiques (28 km) au sud-ouest du cap Linguetta, entraînant 1 926 des 2 821 hommes à bord. Les unités d'escorte ne peuvent que donner la chasse au U-5 en vain et récupérer les survivants.
Le 25 juin, le navire fait partie du groupe de protection éloignée (croiseur éclaireur Marsala, destroyers Insidioso, Irrequieto et Audace) lors d'une attaque des vedettes-torpilleurs MAS (Motoscafo Armato Silurante) 5 et 7 contre Durrës: le résultat est un grave dommage au vapeur Sarajevo (1 111 tonneaux de jauge brute).
Le 24 décembre 1916, il est employé en appui, avec le croiseur éclaireur Mirabello et le destroyer Ippolito Nievo, à une action des vedettes-torpilleurs MAS 3 et 6 qui, remorqués respectivement par les torpilleurs côtiers 36 PN et 54 AS, doivent attaquer les navires austro-hongrois dans le port de Durrës; l'action est cependant interrompue parce que, à seulement trois milles nautiques (5 km) du but, le MAS 6 est endommagé en heurtant une épave.
Dans la nuit du 14 au 15 mai 1917, le canal d'Otrante fait l'objet d'une double attaque austro-hongroise visant à la fois à détruire les dériveurs, bateaux de pêche armés patrouillant le barrage anti-sous-marin du canal d'Otrante, et, à titre de diversion, à détruire un convoi italien à destination de l'Albanie. A 4h10 le 15 mai, à la suite de la nouvelle de ces attaques, le Impavido se prépare avec ses navires-jumeaux Indomito et Insidioso, les croiseurs éclaireurs Racchia, Aquila et Marsala et le croiseur léger britannique HMS Liverpool (1909),. A 5h30, la formation quitte Brindisi avec le croiseur léger HMS Dartmouth (1911) et deux autres destroyers, et à 7h45, les destroyers austro-hongrois SMS Csepel et SMS Balaton sont aperçus. À 8h10, les destroyers et le Aquila se dirigent vers les deux navires adverses et cinq minutes plus tard, le feu est ouvert: le SMS Balaton est endommagé et peu après le Aquila est à son tour touché et immobilisé; les deux destroyers autrichiens se mettent à l'abri des batteries côtières, obligeant les navires italiens à abandonner la poursuite. Après un affrontement auquel ont également participé d'autres unités italiennes et austro-hongroises, la bataille s'est terminée avec quelques unités endommagées des deux côtés, mais sans naufrage.
Le 16 juillet, avec ses navires-jumeaux Insidioso et Indomito et les croiseurs éclaireurs Racchia et Riboty, il fournit un appui à distance pour une attaque aérienne contre Durrës, effectuée par 18 avions de Brindisi et Vlora et soutenue par les torpilleurs Ardea et Pegaso.
Après la guerre, le Impavido subit des modifications, à la fin desquelles l'armement est composé de cinq canons de 102 mm, d'un canon de 40 mm et de quatre tubes lance-torpilles de 450 mm.
En 1929, le navire est déclassé en torpilleur.
Radié en 1937, il est envoyé à la démolition.

## Sources
- (it) Cet article est partiellement ou en totalité issu de l’article de Wikipédia en italien intitulé « Impavido (cacciatorpediniere 1913) » (voir la liste des auteurs).